# 安德斯·佐恩
安德斯·伦纳德·佐恩（Anders Leonard Zorn，1860年2月18日—1920年4月22日），画家、雕塑家和蚀刻版画家，他是瑞典最重要的艺术家之一，获得了国际性的成功。

## 生平
佐恩出生在瑞典达拉纳省穆拉下辖的一个小村庄，在祖父母的农庄里长大。12岁前他在穆拉学习，1872年秋天他在恩雪平的一所中学学习。
1875年到1880年他就读于位于斯德哥尔摩的瑞典皇家艺术学院。他到伦敦、巴黎、巴尔干、西班牙、意大利和美国旅行，成为他那个时代最负盛名的画家之一，获得国际性的成功。他的早期作品通常是明亮的水彩画，1887年他转为油画。佐恩画肖像，乡村生活和习俗的场景，他也因裸体画和对水的真实描绘而闻名。
佐恩作为一位人像画家获得国际赞誉基于他敏锐的描述模特的能力。他的客户包括三位美国总统，其中一人为格罗弗·克利夫兰。29岁时，他在1889年巴黎世界博览会被授予法国荣誉军团骑士勋章。

## 收藏

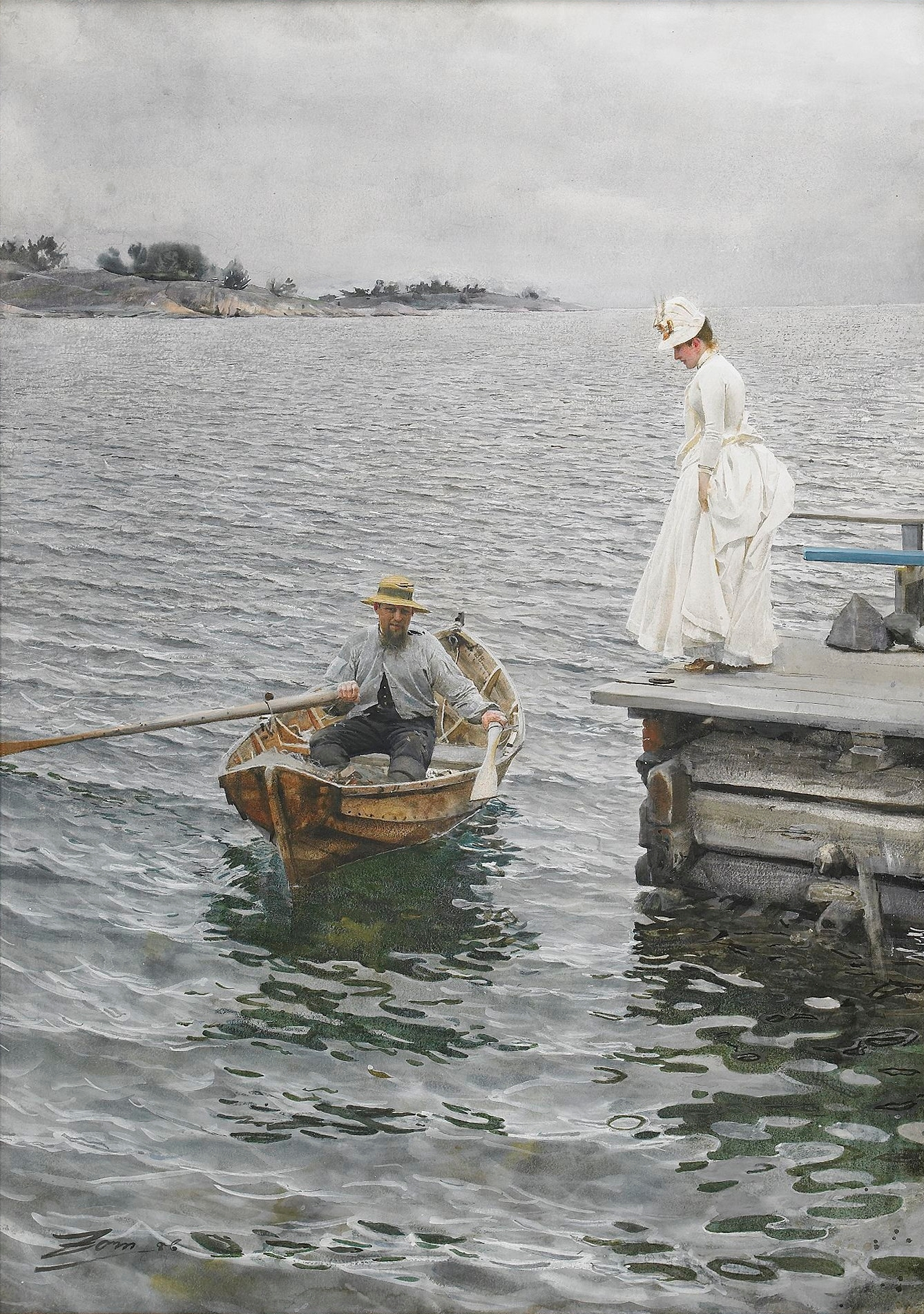
《夏季》（Sommarnöje，1886年）

佐恩的作品使他变得富有，因此他有能力收藏大量艺术品。这些艺术品不光购自瑞典国内，也来自他多次出国旅行。根据他和妻子艾玛的共同意愿，所有的收藏捐献给瑞典国家。
他的一些重要作品被收藏在瑞典国立博物馆，其中包括《仲夏节》（Midsommar，1897年），描绘了仲夏节庆祝的场景。其他收藏佐恩作品的博物馆包括巴黎的奥赛博物馆、纽约的大都会艺术博物馆和波士顿美术馆。佐恩博物馆（Zornsamlingarna）位于他的故乡穆拉，由拉格纳·奥斯特贝里（Ragnar Östberg）设计，于1939年对外开放，专门收藏佐恩的作品。
2010年6月3日，他的作品《夏季》（1886年）以2600万瑞典克朗售出，创下了瑞典最昂贵的绘画作品的记录。该作品为水粉画，描绘了佐恩的妻子艾玛·佐恩和飞行员卡尔·古斯塔夫·达尔斯特罗姆（Carl Gustav Dahlström）。